# Llista de monuments de Lloseta
Llista de monuments de Lloseta catalogats pel consell insular de Mallorca com a Béns d'Interès Cultural en la categoria de monuments pel seu interès històric, artístic, arquitectònic, arqueològic, històric-industrial, etnològic, social, científic o tècnic.
| Monument                                             | Tipus                | Localització               | Coordenades                                          | Codi?         | Imatge |
| ---------------------------------------------------- | -------------------- | -------------------------- | ---------------------------------------------------- | ------------- | --- |
| Palau i jardins d'Ayamans                            | Edif. residencials   | Lloseta Carrer Ramon Llull | 39° 43′ 09″ N, 2° 52′ 06″ E / 39.719088°N,2.86823°E  | RI-51-0006830 | Palau i jardins d'Ayamans (Lloseta) · Vegeu més fotos d'aquest monument · Carregueu una nova foto d'aquest monument               |
| Oratori del Cocó                                     | Edif. religiosos     | Lloseta                    | 39° 42′ 43″ N, 2° 51′ 43″ E / 39.711981°N,2.861871°E | RI-51-0006832 | Oratori del Cocó (Lloseta) · Vegeu més fotos d'aquest monument · Carregueu una nova foto d'aquest monument                        |
| Necròpoli d'Ayamans                                  | Monument arqueològic | Lloseta                    | 39° 43′ 04″ N, 2° 51′ 28″ E / 39.717771°N,2.857741°E | RI-51-0002141 | Carregueu una nova foto d'aquest monument                                                                                         |
| Turó fortificat des Filicomis / Es Castellot         | Monument arqueològic | Lloseta                    | 39° 43′ 40″ N, 2° 49′ 58″ E / 39.727649°N,2.832866°E | RI-51-0002142 | Turó fortificat des Filicomis / Es Castellot (Lloseta) · Modifica el valor a Wikidata · Carregueu una nova foto d'aquest monument |
| Cova des Filicomis / Cova de Can Patos / d'en Rotger | Monument arqueològic | Lloseta                    | 39° 43′ 43″ N, 2° 50′ 07″ E / 39.728554°N,2.835303°E | RI-51-0002143 | Carregueu una nova foto d'aquest monument                                                                                         |
| Necròpoli des Morull                                 | Monument arqueològic | Lloseta                    | 39° 43′ 10″ N, 2° 51′ 49″ E / 39.719580°N,2.863560°E | RI-51-0002144 | Carregueu una nova foto d'aquest monument                                                                                         |
| Necròpoli de Son Canales                             | Monument arqueològic | Lloseta                    |                                                      | RI-51-0002145 | Carregueu una nova foto d'aquest monument                                                                                         |
| Necròpoli de Son Ramon                               | Monument arqueològic | Lloseta                    |                                                      | RI-51-0002146 | Carregueu una nova foto d'aquest monument                                                                                         |